# GS25
 GS25 (tiếng Hàn: 지에스25) (KRX: 007070) là chuỗi cửa hàng tiện lợi của Hàn Quốc được điều hành và sở hữu bởi GS Retail. GS25 là chuỗi cửa hàng tiện lợi số 1 Hàn Quốc vì công ty này được khách hàng yêu thích đến mức nó đã được xếp hạng số 1 trong 8 năm trong một đánh giá đáng tin cậy được gọi là KS-SQI. ※ KS-SQI: Korean Standard Services Quality Index (Chỉ số Chất lượng Dịch vụ Tiêu chuẩn Hàn Quốc). (한국서비스품질지수)

## Lịch sử
GS25, trước kia được gọi là LG25, đã mở cửa hàng đầu tiên của họ tại Hoegi-dong, Seoul vào năm 1990. Tuy nhiên vào năm 2005, khi Tập đoàn GS tách khỏi Tập đoàn LG, tên LG25 đã được đổi tương ứng thành GS25. Kể từ năm 2014, các cửa hàng tiện lợi GS25 có thể được nhìn thấy tại các trạm xăng GS Caltex. Vào tháng 3 năm 2019, GS25 đã thay đổi nhận diện thương hiệu lần đầu tiên kể từ khi đổi tên thành GS25. Slogan mới là "Lifestyle Platform" (Nền tảng lối sống) đang được áp dụng trên tất cả các bảng hiệu cửa hàng mới. Tuy nhiên, hầu hết các cửa hàng vẫn sử dụng bảng hiệu cũ kể từ tháng 8 năm 2019. Hiện tại, GS25 có 13.107 cửa hàng tại Hàn Quốc.

## Số lượng cửa hàng tại Hàn Quốc
Tính đến tháng 10 năm 2022
- Seoul: 3.080
- Busan: 902
- Daegu: 608
- Thành phố Seoul: 879
- Gwangju: 337
- Daejeon: 440
- Ulsan: 331
- Sejong: 96
- Gyeonggi-do: 4.385
- Gangwon: 645
- Chungcheongbuk-do: 511
- Chungcheongnam- do: 745
- Jeollabuk-do: 446
- Jeollanam- do: 411
- Tỉnh Gyeongsangbuk-do: 783
- Kyungsangnam-do: 1.007
- Jeju: 371

## Chi nhánh ngoài Hàn Quốc

### Việt Nam
Vào tháng 1 năm 2018, GS25 lần đầu tiên trong lịch sử mạo hiểm ra ngoài Hàn Quốc bằng việc khai trương một cửa hàng tại Thành phố Hồ Chí Minh . Tính đến tháng 4 năm 2023, GS25 vận hành 213 cửa hàng trên khắp Việt Nam.

### Mông Cổ
Thông qua khoản đầu tư hợp tác giữa Tập đoàn Shunkhlai và GS Retail, Digital Concept được thành lập, đảm bảo quyền nhượng quyền chính cho thương hiệu GS25 nổi tiếng. Vào ngày 18 tháng 5 năm 2021, GS25 chính thức khai trương tại Mông Cổ với ba cửa hàng ở Ulaanbaatar . Tính đến ngày 18 tháng 12 năm 2022, GS25 đã mở 124 cửa hàng trên khắp Ulaanbaatar. Tính đến ngày 27 tháng 4 năm 2023, công ty đã mở 2 cửa hàng tại Darkhan , thành phố lớn thứ hai ở Mông Cổ. Hai năm sau khi thành lập, Digital Concept LLC đã đạt được vị trí nổi bật là một trong "100 công ty HÀNG ĐẦU" của Mông Cổ và mở rộng sự hiện diện bán lẻ từ hơn 200 cửa hàng, với kế hoạch lên tới 300.

### Malaysia

Logo GS25 (giai đoạn 2019 đến nay)

KK Super Mart có trụ sở tại Malaysia vừa công bố hợp tác với GS Retail để ra mắt GS25 tại Malaysia theo xu hướng cửa hàng tiện lợi Hàn Quốc mà cả CU & e-mart 24 đều đã có mặt tại nước này. Cửa hàng đầu tiên sẽ được ra mắt vào năm 2023 đồng thời đặt mục tiêu mở 500 cửa hàng trong vòng 5 năm

Logo GS25 (giai đoạn 2005-2019)

## Sản phẩm
GS25 có hầu hết các sản phẩm thực phẩm khác nhau, từ thực phẩm và rau quả cho đến trái cây và các thành phần khác. Do đó, phù hợp với nhiều nhóm người sử dụng GS25. Các bà nội trợ thường mua nguyên liệu từ GS25, sinh viên mua đồ ăn nhẹ để ăn và công nhân có thể nhận thức ăn ngay. GS cũng bán những thứ cho quà tặng như thịt, rượu, thực phẩm lành mạnh và dụng cụ nhà bếp. Mọi người có thể gửi quà tặng cho người khác bằng cách sử dụng trang web GS25. Đặc biệt là thực phẩm HMR là một sự bùng nổ lớn ở Hàn Quốc và GS25 cũng giao dịch với họ. Doanh số bán thực phẩm HMR của họ tăng đáng ngạc nhiên trong năm 2018, ghi nhận mức tăng trưởng 86% so với năm 2017.

## Chiến lược
Một phương pháp mới là bán hộp cơm trưa trong các cửa hàng tiện lợi. Phương pháp này đã khá thành công. Nhiều kiểu loại hộp ăn trưa mới tiếp tục được tạo ra. GS25 đã thấy các kiểu loại hộp ăn trưa tăng hơn 50% trong năm nay.
Một phương pháp mới khác là đặt máy photo và máy fax trong các cửa hàng của họ. GS25 đã theo đuổi điều này để bắt một nhân khẩu học bị bỏ lỡ vào ngày 7 tháng 11, cụ thể là, những người tìm kiếm tiện nghi và dễ dàng sử dụng các máy móc mang lại hữu ích.
Cuối cùng, GS25 đã bắt đầu cung cấp nhiều giảm giá hơn và giới thiệu các ứng dụng để mua sắm thuận tiện hơn. Ví dụ: GS25 thường có chương trình khuyến mãi "mua một, tặng một" giúp đóng vai trò lớn trong việc tăng thu nhập của họ.